# Перламутровка аляскинская
Перламутровка аляскинская (лат. Boloria alaskensis) — вид бабочек из семейства нимфалид. Длина переднего крыла имаго 17—22 мм.

## Происхождение названия
Alaskensis (топонимическое) — аляскинская.

## Замечания по систематике
Вид относится к сложному в систематическом отношении комплексу napaea. Ситуация с таксоном Boloria alaskensis остаётся окончательно не выясненной. Согласно данным различных фаунистических очерков, на территории Восточной Европы встречаются два вида комплекса — собственно Boloria (napaea) napaea (Hoffmannsegg, 1804) (альпийский вид, распространённый в горах Западной Европы) и Boloria (napaea) alaskensis (Holland, 1900) (циркумполярный вид, распространённый в Фенноскандии, на Кольском полуострове, Северном и Полярном Урале, горных местностях Сибири до Камчатки и Чукотки по тундровой и лесонтундровой зоне Азии и известный из арктических районов Северной Америки). Различия между видами заключаются в отдельных деталях рисунка нижней стороны заднего крыла, особенностям затемненения верхней стороны крыльев у самок, степени изогнутости гарпы гениталий самцов. Отдельные энтомологи склонны считать данные признаки незначительными для разделения видов.

## Ареал
Циркумполярный вид, распространённый в Фенноскандии, на Кольском полуострове, острове Врангеля, Северном и Полярном Урале, горных местностях Сибири до Камчатки и Чукотки по тундровой и лесонтундровой зоне Азии и известный из арктических районов Северной Америки (Аляска). Известны единичные находки в Северном Забайкалье и Приамурье.
Бабочки населяют мохово-кустарничковые, ерниковые, луговинные тундры, подгольцовые крупнотравные луга.

## Биология
За год развивается одном поколении. Время лёта с середины июля по начало августа. В полярных регионах вероятна двухгодичная генерация, на Северном Урале — моноциклический вид. Бабочки, совместно с различными перламутровками (Clossiana), активно летают между зарослей ерника, питаясь при этом на соцветиях горца большого (Polygonum bistorta), присаживаются на прогретые солнечными лучами камни среди зарослей кустарника. Яйца самками откладываются поштучно на стебли, листья кормовых и других растений, камни и почву около них. Стадия яйца длится 10—12 дней. Гусеница зимует на первом возрасте, а после зимовки, начинает питаться. Стадия куколки длится 16—18 дней.